# Cäsar Horn
Pour les articles homonymes, voir Horn.
Cäsar Horn, né le 18 mai 1914 à Berlin et mort le 19 mars 1945 à la prison de Brandenburg-Görden, est un communiste allemand et un combattant de la résistance contre le nazisme.

## Biographie
Cäsar Horn est commis de commerce. Il rejoint très tôt la ligue des jeunes communistes d'Allemagne. En 1932, il devient membre du Parti communiste allemand.
Après la prise de pouvoir par les nazis en 1933, Horn organise des activités de résistance clandestine avec d'anciens membres du club sportif ouvrier « Fichte ». Ils impriment et distribuent le journal illégal Der Scheinwerfer.
En 1936, il est appelé au Reichsarbeitsdienst (RAD). Dans le camp du RAD de Dreetz près de Neustadt, il forme un groupe de résistance antifasciste qui sème le trouble parmi les incorporés du service du travail. À cette fin, il apporte régulièrement des brochures illégales de Berlin.
La Gestapo l'arrête et il est condamné à 18 mois de prison. Sa peine est relativement faible parce que le commandant du camp du RAD de Dreetz, l'Oberfeldmeister Golczewski, témoigne en sa faveur à son procès. Il passe neuf mois à la prison de Moabit à Berlin et le reste de sa peine dans le camp de concentration de Börgermoor.
Après sa libération, Cäsar Horn travaille de nouveau comme commis de commerce et poursuit ses activités de résistance. Il prend contact avec Robert Uhrig par l'intermédiaire de Werner Seelenbinder. En 1942, lorsque ce groupe est démantelé, il n'est pas menacé car il est incorporé dans la Wehrmacht depuis 1939.
Il combat sur le front de l'Est au sein du 67e régiment d'infanterie de Berlin-Spandau. Il est blessé et, après son rétablissement, il est affecté à Berlin.
En 1943, il adhère à l'organisation clandestine communiste d'Anton Saefkow, dans laquelle, avec Helmut Wagner, il est chargé de diffuser des messages antifascistes parmi les soldats de la Wehrmacht, les encourageant à déserter et à rejoindre la résistance antinazie. Cäsar Horn diffuse au sein de la Wehrmacht les tracts du Nationalkomitee Freies Deutschland (NKFD), invitant les combattants à rejoindre le NKFD. Il sert d'agent de liaison avec d'autres groupes de résistance lors de ses déplacements professionnels en train entre Berlin et Hanovre. Cela lui permet, entre autres, de rencontrer régulièrement à Rathenow, Willy Osterburg du groupe de Dreetz. Ces rencontres sont l'occasion d'échanges sur les moyens pour hâter la fin de la guerre et envisager l'avenir de l'Allemagne après la guerre.
Cäsar Horn est arrêté le 23 juillet 1944. Le Volksgerichtshof (« Tribunal du peuple ») le condamne à mort le 19 janvier 1945. Il est guillotiné à la prison de Brandenburg-Görden le 19 mars 1945.

## Reconnaissance
- En 1948, une plaque commémorative, dédiée à Cäsar Horn et sept autres résistants, est posée dans un parc entre la  Schillerstrasse et la Goethestrasse à Wilhelmsruh.
- À l'époque de la RDA, le 6e POS (Polytechnische Oberschule) à Berlin-Pankow porte le nom de Cäsar Horn (aujourd'hui Reinhold-Burger-Oberschule).
- Jusqu'en 1995, une plaque commémorative était apposée au no 53 de la Lessingstrasse à Wilhelmsruh. La plaque a été enlevée par le propriétaire et remise à l'épouse de César Horn.
- Les tombes de César Horn et de Karl Müller dans le cimetière Pankow sont inscrites sur la liste des monuments historiques en 2000.
- Une plaque le commémore dans le mémorial des socialistes.
- Le 26 septembre 2015, une Stolperstein (« pierre d'achoppement ») commémorative est posée sur le trottoir devant le 13 de la Jasmunder Straße à Berlin-Gesundbrunnen.